# Las Islas Marías (película)
Las Islas Marías es una película de comedia y drama mexicana de 1951, escrita y dirigida por Emilio Fernández y protagonizada por Pedro Infante, Rosaura Revueltas y Rocío Sagaón. Esta película tuvo como locación Las Islas Marías, México.

## Trama
La familia de Doña Rosa, una viuda de un militar revolucionario, se ve envuelta en la desgracia al verse involucrada en un asesinato. Felipe, siendo inocente, es culpado y llevado a las islas Marías. El dolor y desgracia de los hombres recluidos en este lugar le harán vivir momentos de acción y suspenso.

## Reparto
- Pedro Infante como Felipe Ortiz Suárez
- Rosaura Revueltas como Rosa Suárez vda. de Ortiz
- Rocío Sagaón como María
- Esther Luquín como Alejandra
- Jaime Fernández como Ricardo
- Arturo Soto Rangel como Miguel
- Julio Villarreal como Rector escuela militar
- Rodolfo Acosta como El Silencio
- Tito Junco como General
- Luis Aceves Castañeda como Detective de policía (no acreditado)
- Julio Ahuet como Taxista (no acreditado)
- Daniel Arroyo como Invitado a fiesta (no acreditado)
- Josefina Burgos como Florista (no acreditado)
- Margarita Ceballos como Margarita (no acreditado)
- Aurora Cortés como Sirvienta (no acreditado)
- José Escanero como Vecino (no acreditado)
- Rogelio Fernández como Alguacil (no acreditado)
- Georgina González como Espectadora marcha militar (no acreditado)
- Gilberto González (no acreditado)
- Emilio Gálvez (no acreditado)